# Franco Meloni
Franco Costantino Meloni (Nulvi, 26 febbraio 1941 – Bergamo, 26 novembre 2002) è stato un politico italiano, sindaco di Sassari dal 1978 al 1980 e senatore dal 1996 al 2001.

## Biografia
Iniziò la carriera politica negli anni Settanta come consigliere comunale a Sassari eletto nelle liste del Partito Socialista Italiano. Nel 1975 divenne assessore ai lavori pubblici. 
Dal dicembre 1978 al settembre 1980 è stato sindaco di Sassari. Poi lascia il PSI per passare ai sardisti.
Divenuto presidente del Partito Sardo d'Azione, alle elezioni politiche del 1996 si candida al Senato nel collegio uninominale di Sassari, sostenuto da un accordo tra il PSd'Az e l'Ulivo. Con il 49,1% sconfigge Gian Vittorio Campus, del Polo per le Libertà, che ottiene invece il 45,5%, e viene quindi eletto senatore.
Si candida alla presidenza della regione Sardegna in occasione delle elezioni regionali del 1999: in tale occasione il partito arriva all'8,4%.
Entrata in crisi l'alleanza con il centro-sinistra, nel congresso del partito tenutosi nel luglio 2000 viene sostituito da Lorenzo Palermo alla presidenza.
Muore a Bergamo dopo un trapianto di cuore.